# Dawn (film 1914)
Dawn è un cortometraggio muto del 1914 diretto da Edward LeSaint.

## Produzione
Il film fu prodotto dalla Selig Polyscope Company.

## Distribuzione
Distribuito dalla General Film Company, il film - un cortometraggio in una bobina - uscì nelle sale cinematografiche statunitensi il 27 maggio 1914.